# La dona del costat
La Femme d'à côté és una pel·lícula francesa de 1981 dirigida per François Truffaut i interpretada per Fanny Ardant i Gérard Depardieu. Ha estat subtitulada al català com La dona del costat. Es tracta de la penúltima pel·lícula de Truffaut, que va morir tres anys més tard.

## Argument
Bernard i Arlette Coudray porten una vida tranquil·la en el municipi de Bernin, pròxim a Grenoble, fins a l'arribada de nous veïns, Philippe i Mathilde Bauchard. Ell s'adona que Bernard i Mathilde es coneixien ja: set anys abans, havien viscut una passió enamorada i tumultuosa. Inevitablement, els vells amants renoven la seva relació, en secret, mentre que la vida social segueix normalment.
Fins al dia que Bernard, acorralat en una situació inextricable i empès per la gelosia, confessa públicament en una recepció, el seu amor per Mathilde. Després d'aquest esclat, amb l'ajuda del temps, les dues parelles prossegueixen les seves vides respectives, però Mathilde, depressiva, ha de ser hospitalitzada; incita Bernard a retre-li visita.
Philippe Bauchard es trasllada amb la finalitat d'allunyar Mathilde al final del seu tractament. Però un vespre, Bernard veu una llum en la casa veïna, que considerava desocupada. Mathilde és allà i l'espera per fer l'amor. Tot just han gaudit tots dos que Mathilde agafa una pistola i abat Bernard d'un tret al cap abans de tornar l'arma contra ella.

## Repartiment
- Gérard Depardieu
- Fanny Ardant
- Henri Garcin
- Michèle Baumgartner
- Roger Van Hool
- Véronique Silver

## Premis i nominacions

### Nominacions
- 1982. César a la millor actriu per Fanny Ardant
- 1982. César a la millor actriu secundària per Véronique Silver